# Phylidonyris pyrrhopterus
El mielero alafuego o pájaro azúcar lunado (Phylidonyris pyrrhopterus) es una especie de ave paseriforme de la familia Meliphagidae nativa del sudeste de Australia. Es miembro del género Phylidonyris, está estrechamente relacionado con el mielero de Nueva Holanda (Phylidonyris novaehollandiae) y el mielero cariblanco (Phylidonyris niger). Se reconocen dos subespecies, con P. p. halmaturinus restringida a la isla Canguro y los montes Lofty en Australia Meridional.
Es un ave bastante sosa, de plumaje gris oscuro y partes inferiores más pálidas, destaca por los parches amarillos en las alas y una gran media luna negra, rodeada de blanco, en cada lado del pecho. La especie exhibe un leve dimorfismo sexual, con la hembra siendo más apagada en el color que el macho. Los pájaros juveniles son similares a la hembra, aunque los parches alares amarillos de las crías masculinas se distinguen fácilmente.
El macho tiene un canto complejo y variable, que se escucha durante todo el año. Canta desde una percha expuesta, y durante la temporada de cría realiza cantos en vuelo. Habita en zonas de densa vegetación que incluye bosques esclerófilos y hábitats alpinos, así como brezales, parques y jardines, donde su dieta se compone de néctar e invertebrados. Forman parejas a largo plazo, y a menudo permanece comprometido a un lugar de reproducción por varios años. La hembra construye el nido y hace la mayor parte del cuidado de las dos o tres crías, que se convierten en independientes dentro de los 40 días a partir de la puesta de los huevos.
Los padres utilizan una variedad de estrategias de lucha contra los depredadores, pero los polluelos pueden ser tomados por serpientes, cucaburras, currawongs o gatos. Aunque enfrenta a una serie de amenazas, sus cifras de población y distribución son suficientes para que pueda ser catalogado como de preocupación menor para la conservación.

## Taxonomía
El mielero alifuego fue descrito originalmente por el ornitólogo John Latham en 1801 como Certhia pyrrhoptera, debido a su parecido con los agateadores, Certhia. Fue nombrado posteriormente Certhia australasiana por George Shaw en 1812, Melithreptus melanoleucus por Louis Jean Pierre Vieillot en 1817, y Meliphaga inornata por John Gould en 1838. El término genérico procede del francés phylidonyre, que deriva de las palabras latinas phyledon que significa «melífago» y Cinnyris, un género de aves de la familia Nectariniidae, a la cual se pensaba pertenecía. El epíteto específico se deriva del griego antiguo pyrrhos, que significa «fuego» y pteron, que significa «ala», en referencia a los parches amarillos en las alas. Algunas guías tienen el nombre binomial escrito como Phylidonyris pyrrhoptera, sin embargo, una revisión en 2001 determinó que el nombre del género es masculino, por lo tanto pyrrhopterus es el nombre específico correcto. Se reconocen dos subespecies, la forma nominal P. p. pyrrhopterus en el sureste de Australia y Tasmania, y P. p. halmaturinus que está restringida a la isla Canguro y los montes Lofty.
Un estudio molecular reciente reveló que sus parientes más cercanos son el mielero de Nueva Holanda y el mielero cariblanco, actualmente los tres forman parte del pequeño género Phylidonyris. Análisis de ADN han demostrado que los melifágidos están relacionados con los pardalótidos (Pardalotidae), Acanthizidae y Maluridae, en la gran superfamilia Meliphagoidea.

## Descripción

### Apariencia
El mielero alifuego mide entre 14 y 17 cm de longitud, tiene una envergadura de 16 a 23 centímetros y pesa alrededor de 16 gramos. Existe un leve dimorfismo sexual en la especie, las hembras son generalmente más pálidas que los machos. El macho es de color gris oscuro con parches alares amarillos, una amplia media luna negra delineada de blanco a los lados del pecho y una raya blanca por encima del ojo. La parte superior de la cola es de color negro con bordes amarillos que forman patrones distintivos en los lados. Tiene puntas blancas en las subcaudales que son visibles generalmente solo en vuelo. Las partes inferiores son de color gris parduzco decolorado a blanco. La hembra es más opaca, de color marrón oliva con manchas amarillas desteñidas en las alas y con las mismas marcas en forma de media luna, pero menos claras. Ambos sexos tienen las patas de color gris oscuro, ojos rubí profundo y un largo pico negro curvado hacia abajo. La abertura bucal también es negra. Las aves jóvenes son similares a los adultos, aunque no tan fuertemente marcados, tienen el pico de color gris oscuro, ojos marrón opaco y la abertura de la boca amarilla. Los polluelos machos pueden distinguirse por las manchas amarillas más extensas en las alas a partir de los 7 días de edad. Los patrones de muda en la especie son poco conocidos, parece que reemplaza sus plumas de vuelo primarias entre octubre y enero.
Aunque ambas subespecies tienen el mismo aspecto general, la hembra de halmaturinus tiene el plumaje más pálido que la subespecie nominal, y tanto machos como hembras tienen las alas y la cola más pequeños y el pico más largo. La población halmaturinus en la isla Canguro tiene las alas significativamente más cortas y el pico más largo que la población de monte Lofty, aunque estas variaciones en el tamaño de una forma insular están en contradicción con las reglas de Allen y Bergmann.